# Stay Gold (альбом First Aid Kit)
Stay Gold (с англ. — «Будь золотым») — третий студийный альбом шведского инди-фолк дуэта сестёр Йоханны и Клары Сёдерберг, известного как First Aid Kit. Он был выпущен 6 июня 2014 года с помощью лейбла Columbia Records в континентальной Европе и 13 июня в других странах. Продюсером альбома выступил Майк Могис, который работал над предыдущим альбомом группы, The Lion’s Roar.
Согласно интервью Sveriges Television, альбом больше, чем предыдущие, посвящён их собственной жизни. «Что нужно научиться ценить то, что есть, что все течёт, что ничего не остаётся». Stay Gold привнёс в музыку First Aid Kit новые элементы, такие как оркестр из 16 человек, аранжировка и оркестровка которого была выполнена американским композитором Натаниэлем Уолкоттом. Их предыдущие альбомы были спродюсированы таким образом, чтобы группа могла выступать с тремя людьми на сцене; однако эти ограничения были сняты, чтобы придать группе более масштабное и насыщенное звучание.
Название альбома является отсылкой к стихотворению Роберта Фроста «Nothing Gold Can Stay» (1923). Заглавный трек перекликается с несколькими строчками из поэмы.
Альбом получил положительные отзывы критиков.

## Отзывы
| Совокупная оценка   | Совокупная оценка |
| Источник            | Оценка            |
| ------------------- | ----------------- |
| AnyDecentMusic?     | 7.4/10            |
| Metacritic          | 80/100            |
| Оценки критиков     |                   |
| Источник            | Оценка            |
| AllMusic            | [ 5 ]             |
| The Daily Telegraph | [ 6 ]             |
| The Guardian        | [ 7 ]             |
| The Independent     | [ 8 ]             |
| Los Angeles Times   | [ 9 ]             |
| NME                 | 8/10              |
| Pitchfork           | 7.3/10            |
| Q                   | [ 12 ]            |
| Rolling Stone       | [ 13 ]            |
| Spin                | 8/10              |

Альбом получил в основном положительные отзывы критиков.
Его рейтинг на Metacritic равный 80 из 100 означает «благоприятные отзывы». Скотт Керр из AllMusic отметил, что альбом «заметно более обширный, чем любая из их предыдущих работ», и «имеет богатую текстуру классических кантри-инструментов и волнующих струнных аранжировок, соответствующих их парящим вокальным мелодиям». Сайт музыкальных рецензий musicOMH похвалил более масштабное звучание, которое появилось благодаря использованию группой большего количества инструментов, а также «вновь обретённые, усиленные тембры» сестёр. Энди Гилл из The Independent оценил альбом как «увлекательный, молодой и вдумчивый фолк-рок», хотя Джеймс Холл из The Daily Telegraph счёл альбом «ближе к кантри, чем к фолку», и задался вопросом, «нацелен ли он на то, чтобы взломать Соединённые Штаты». Стивен М. Дойзнер из Pitchfork считает, что сестры Седербергс «остаются романтиками в неромантичном мире, не только пишут тексты о борьбе за добро, но и делают такой широкоглазый фолк-рок в духе 70-х, который процветает благодаря парящему вокалу, тёплым гармониям, большим припевам и текстам „сердце в рукаве“». Он также считает альбом «безусловно, самым грандиозным и, возможно, самым последовательным их релизом на сегодняшний день». Леони Купер из NME считает, что дуэт овладел «искусством утончённой грусти» и «тщательно разработал нежную партию песен, которые обезоруживают не только своей красотой, но и честностью».
Однако некоторые критики дали альбому смешанную оценку. Рэндалл Робертс из Los Angeles Times нашёл, что «группа часто звучит скорее производно, чем вдохновенно», чему не способствовали её «неуклюжие тексты».

### Итоговые списки критиков
10 июля Billboard включил песню «My Silver Lining» в десятку лучших песен 2014 года (на данный момент) в своём списке Mid-Year Music 2014.
В ноябре 2014 года журнал American Songwriter включил альбом Stay Gold в список 50 лучших альбомов 2014 года. 1 декабря журнал Paste Magazine включил альбом в список 50 лучших альбомов на 9 месте, а песню «My Silver Lining» — на 19 месте в списке 50 лучших песен. Альбом занял 7 место в списке 50 лучших альбомов 2014 года по версии Gigwise. Журнал Rolling Stone включил «Master Pretender» на 35 место в список 50 лучших песен 2014 года. BBC Radio 6 Music включил альбом Stay Gold на 3 место в списке альбомов 2014 года.
Джессика Гудман и Райан Кистобак из The Huffington Post включили альбом в список лучших релизов 2014 года. Голдман отметила, что альбом звучит «уверенно» и «более зрело», а также похвалила, что «дуэт превратил своё народное звучание в грандиозную и далеко идущую формулу, которая обеспечивает настоящие разговорные строки».
25 февраля 2015 года альбом получил премию Swedish Grammis Awards за 2014 год как «Альбом года». 3 февраля 2016 года First Aid Kit получили специальную награду Best Selling Americana Album of 2015 за альбом Stay Gold от Americana Music Association UK.
22 ноября 2019 года альбом Stay Gold занял шестое место в списке 40 лучших фолк-альбомов 2010-х годов по версии журнала Paste.

## Коммерческие показатели
Альбом Stay Gold дебютировал на первом месте в чарте шведских альбомов Swedish Albums Chart. К концу августа альбом все ещё оставался в тройке лидеров и был сертифицирован как золотой; в январе 2015 года он все ещё оставался в топ-20 и был сертифицирован как платиновый Шведской ассоциацией звукозаписывающей индустрии (GLF). Он также дебютировал под номером 11 в UK Albums Chart, с продажами 11 281 копий за первую неделю. 2 января 2015 года он был сертифицирован как серебряный Британской фонографической индустрией (BPI). После тура дуэта по Великобритании и их выступления на «Шоу Грэма Нортона» 30 января 2015 года альбом поднялся с 54-го места на 11-е, с продажами 7 726 копий. На следующей неделе он вторую неделю подряд занимал 11-е место. 3 апреля 2015 года альбом Stay Gold был сертифицирован BPI как золотой, что означало поставки свыше 100 000 копий.
К декабрю 2014 года альбом был продан тиражом около 200 000 копий по всему миру.

## Список композиций
Слова и музыка всех песен — Клары и Йоханны Сёдерберг.
| №   | Название                                    | Длительность |
| --- | ------------------------------------------- | ------------ |
| 1.  | «My Silver Lining»                          | 3:35         |
| 2.  | «Master Pretender»                          | 3:47         |
| 3.  | «Stay Gold»                                 | 4:11         |
| 4.  | «Cedar Lane»                                | 4:43         |
| 5.  | «Shattered & Hollow»                        | 4:04         |
| 6.  | «The Bell»                                  | 3:28         |
| 7.  | «Waitress Song»                             | 4:04         |
| 8.  | «Fleeting One»                              | 3:14         |
| 9.  | «Heaven Knows»                              | 3:18         |
| 10. | «A Long Time Ago»                           | 4:01         |
| 11. | «Brother» (Бонусный трек японского издания) | 3:30         |

## Чарты
| Чарт (2014—2016)                    | Высшая позиция |
| ----------------------------------- | -------------- |
| Австралия (ARIA)                    | 9              |
| Бельгия/Фландрия (Ultratop)         | 54             |
| Бельгия/Валлония (Ultratop)         | 90             |
| Канада (Canadian Albums Chart)      | 18             |
| Дания (Hitlisten)                   | 7              |
| Нидерланды (Album Top 100)          | 9              |
| Финляндия (Suomen virallinen lista) | 10             |
| Франция (SNEP)                      | 106            |
| Германия (Offizielle Top 100)       | 69             |
| Ирландия (IRMA)                     | 7              |
| Новая Зеландия (RMNZ)               | 23             |
| Норвегия (VG-lista)                 | 1              |
| Шотландия (Scottish Albums Chart)   | 9              |
| Швеция (Sverigetopplistan)          | 1              |
| Швейцария (Schweizer Hitparade)     | 37             |
| Великобритания (UK Albums Chart)    | 11             |
| 4                                   |                |
| США (Billboard 200)                 | 23             |
| США (Billboard Folk Albums)         | 2              |
| США (Billboard Top Rock Albums)     | 8              |

| Чарт (2014)                        | Позиция |
| ---------------------------------- | ------- |
| Swedish Albums (Sverigetopplistan) | 5       |
| US Folk Albums (Billboard)         | 20      |

| Чарт (2015)                        | Позиция |
| ---------------------------------- | ------- |
| Dutch Albums (Album Top 100)       | 69      |
| Swedish Albums (Sverigetopplistan) | 23      |
| UK Albums (OCC)                    | 85      |

| Чарт (2016)                        | Позиция |
| ---------------------------------- | ------- |
| Belgian Albums (Ultratop Flanders) | 119     |
| Swedish Albums (Sverigetopplistan) | 71      |

## Сертификации
| Регион                                                                      | Сертификация | Продажи |
| --------------------------------------------------------------------------- | ------------ | ------- |
| Швеция (GLF)                                                                | Платиновый   | 40 000  |
| Великобритания (BPI)                                                        | Золотой      | 100 000 |
| Данные о продажах + прослушиваниях приведены только на основе сертификации. |              |         |